# Mecz lekkoatletyczny Polska – Stany Zjednoczone 1965
Mecz lekkoatletyczny Polska – Stany Zjednoczone 1965 – zawody lekkoatletyczne, które odbyły się 7 i 8 sierpnia 1965 roku w Warszawie.
Mecz rozegrano pomiędzy reprezentacjami mężczyzn i kobiet. W konkurencjach indywidualnych wystąpiło po dwóch zawodników (dwie zawodniczki) z każdej reprezentacji, a w sztafetach po jednej drużynie. W konkurencjach indywidualnych punktacja była 5:3:2:1, a w sztafetach 5:2. W meczu mężczyzn Stany Zjednoczone pokonały Polskę 118:99, a w meczu kobiet również wygrały Stany Zjednoczone 59:57.
Podczas meczu Irena Kirszenstein ustanowiła rekord świata (i Polski) w biegu na 200 metrów czasem 22,7 s.
Polska sztafeta 4 × 100 metrów w składzie: Andrzej Zieliński, Wiesław Maniak, Edward Romanowski i Marian Dudziak wyrównała rekord Europy (i ustanowiła rekord Polski) czasem 39,2 s.

## Rezultaty

### Mężczyźni
| Konkurencja:                  | 1. miejsce                                                                       | Rezultat | 2. miejsce                                                                                 | Rezultat | 3. miejsce           | Rezultat | 4. miejsce          | Rezultat |
| Bieg na 100 m                 | George Anderson                                                                  | 10,3     | Marian Dudziak                                                                             | 10,4     | Wiesław Maniak       | 10,4     | Frederick Kuller    | 10,5     |
| Bieg na 200 m                 | Marian Dudziak                                                                   | 20,7     | Jim Hines                                                                                  | 20,9     | Adolph Plummer       | 20,9     | Edward Romanowski   | 21,2     |
| Bieg na 400 m                 | Andrzej Badeński                                                                 | 45,6=    | James Luck                                                                                 | 47,3     | Stanisław Grędziński | 47,7     | Ollan Cassell       | 1:02,8   |
| Bieg na 800 m                 | Tom Farrell                                                                      | 1:47,6   | George Germann                                                                             | 1:47,6   | Zbigniew Wójcik      | 1:48,5   | Bolesław Kowalczyk  | 1:50,9   |
| Bieg na 1500 m                | Jim Ryun                                                                         | 3:49,4   | Witold Baran                                                                               | 3:50,4   | Roland Brehmer       | 3:51,6   | George Young        | 3:52,2   |
| Bieg na 5000 m                | Gerry Lindgren                                                                   | 13:45,4  | Lech Boguszewicz                                                                           | 13:46,6  | Ron Larrieu          | 14:10,2  | Jerzy Mathias       | 14:26,8  |
| Bieg na 10 000 m              | Billy Mills                                                                      | 29:10,6  | Kazimierz Zimny                                                                            | 29:46,6  | William Morgan       | 30:10,4  | Edward Motyl        | 30:55,6  |
| Bieg na 110 m przez płotki    | Roger Morgan                                                                     | 13,8     | Blaine Lindgren                                                                            | 13,9     | Leszek Wodzyński     | 14,7     | Adam Kołodziejczyk  | 14,9     |
| Bieg na 400 m przez płotki    | Ron Whitney                                                                      | 50,4     | Rex Cawley                                                                                 | 51,3     | Włodzimierz Martinek | 51,8     | Andrzej Skorupiński | 52,3     |
| Bieg na 3000 m z przeszkodami | Edward Szklarczyk                                                                | 8:48,8   | George Young                                                                               | 8:50,6   | Jeff Fishback        | 8:52,4   | Paweł Kiczyłło      | 8:54,0   |
| Sztafeta 4 × 100 m            | Polska · Andrzej Zieliński · Wiesław Maniak · Edward Romanowski · Marian Dudziak | 39,2=    | Stany Zjednoczone · Donald Owens · Jim Hines · Adolph Plummer · George Anderson            | 39,5     |                      |          |                     |          |
| Sztafeta 4 × 400 m            | Stany Zjednoczone · Lynn Saunders · James Luck · Donald Owens · Rex Cawley       | 3:07,9   | Polska · Stanisław Grędziński · Sławomir Nowakowski · Wojciech Lipoński · Andrzej Badeński | 3:11,4   |                      |          |                     |          |
| Skok wzwyż                    | Otis Burrell                                                                     | 2,16     | Edward Czernik                                                                             | 2,10     | Ed Caruthers         | 2,10     | Andrzej Maciejewski | 2,07     |
| Skok o tyczce                 | John Pennel                                                                      | 5,02     | Włodzimierz Sokołowski                                                                     | 4,90     | Jeff Chase           | 4,80     | Włodzimierz Osiński | NM       |
| Skok w dal                    | Ralph Boston                                                                     | 8,12     | Gayle Hopkins                                                                              | 7,52     | Józef Szmidt         | 7,37     | Andrzej Plenkiewicz | 7,31`    |
| Trójskok                      | Józef Szmidt                                                                     | 16,22    | Andrzej Puławski                                                                           | 16,01    | Darrell Horn         | 15,71    | Art Walker          | 15,55    |
| Pchnięcie kulą                | Randy Matson                                                                     | 20,12    | John McGrath                                                                               | 18,62    | Alfred Sosgórnik     | 18,51    | Jan Majchrowski     | 16,12    |
| Rzut dyskiem                  | Zenon Begier                                                                     | 58,82    | Dave Weill                                                                                 | 57,96    | Edmund Piątkowski    | 57,22    | John McGrath        | 53,78    |
| Rzut młotem                   | Ed Burke                                                                         | 68,22    | Olgierd Ciepły                                                                             | 65,74    | Tadeusz Rut          | 64,26    | George Frenn        | 64,14    |
| Rzut oszczepem                | Józef Głogowski                                                                  | 76,88    | Lawrence Stuart                                                                            | 73,50    | Jerzy Bula           | 72,96    | William Floerke     | 72,24    |

### Kobiety
| Konkurencja:              | 1. miejsce                                                                       | Rezultat | 2. miejsce                                                                    | Rezultat | 3. miejsce           | Rezultat | 4. miejsce          | Rezultat |
| Bieg na 100 m             | Irena Kirszenstein                                                               | 11,4     | Wyomia Tyus                                                                   | 11,5     | Ewa Kłobukowska      | 11,6     | Diane Wilson        | 11,7     |
| Bieg na 200 m             | Irena Kirszenstein                                                               | 22,7 , = | Ewa Kłobukowska                                                               | 23,0     | Edith McGuire        | 23,1     | Wyomia Tyus         | 23,8     |
| Bieg na 400 m             | Janell Smith                                                                     | 53,7     | Madeline Manning                                                              | 54,5     | Celina Gerwin        | 55,7     | Grażyna Chodorek    | 56,3     |
| Bieg na 800 m             | Marie Mulder                                                                     | 2:10,2   | Sandra Knott                                                                  | 2:10,4   | Teresa Jędrak        | 2:10,9   | Danuta Sobieska     | 2:11,0   |
| Bieg na 80 m przez płotki | Cherrie Sherrard                                                                 | 10,8     | Tamara Davis                                                                  | 10,9     | Teresa Ciepły        | 10,9     | Elżbieta Bednarek   | 11,2     |
| Sztafeta 4 × 100 m        | Polska · Teresa Ciepły · Elżbieta Kolejwa · Irena Kirszenstein · Ewa Kłobukowska | 44,2     | Stany Zjednoczone · Willye White · Edith McGuire · Diane Wilson · Wyomia Tyus |          |                      |          |                     |          |
| Skok wzwyż                | Eleanor Montgomery                                                               | 1,70     | Jarosława Bieda                                                               | 1,70     | Maria Zielińska      | 1,65     | Estelle Baskerville | NM       |
| Skok w dal                | Irena Kirszenstein                                                               | 6,32     | Willye White                                                                  | 6,24     | Mirosława Sałacińska | 5,98     | Sonia Guss          | 5,73     |
| Pchnięcie kulą            | Lynn Graham                                                                      | 15,33    | Cynthia Wyatt                                                                 | 14,22    | Stefania Kiewłen     | 14,05    | Eugenia Ciarkowska  | 13,93    |
| Rzut dyskiem              | Zyta Mojek                                                                       | 51,24    | Kazimiera Rykowska                                                            | 50,96    | Cynthia Wyatt        | 47,32    | Carol Moseke        | 46,28    |
| Rzut oszczepem            | RaNae Bair                                                                       | 56,38    | Daniela Tarkowska                                                             | 48,86    | Lucyna Krawcewicz    | 48,28    | Lurline Hamilton    | 46,16    |